# Zbrodnia w Koniuchach
Zbrodnia w Koniuchach – zbrodnia popełniona 29 stycznia 1944 przez partyzantów radzieckich (Rosjan i Litwinów) Genrikasa Zimanasa i partyzantów żydowskich Jaakowa Prennera na co najmniej 38 polskich mieszkańcach (mężczyznach, kobietach i dzieciach; najmłodsze miało 2 lata) wsi Koniuchy (dziś na terenie Litwy, dawniej w II Rzeczypospolitej w województwie nowogródzkim, w powiecie lidzkim).
W czasie pogromu we wsi spalono większość domów, oprócz zamordowanych, co najmniej kilkunastu mieszkańców zostało rannych, a przynajmniej jedna osoba z nich zmarła następnie wskutek otrzymanych ran. Przed atakiem wieś zamieszkana była przez około 300 polskich mieszkańców, istniało w niej około 60 zabudowań. Partyzanci radzieccy wcześniej często rekwirowali mieszkańcom wsi żywność, ubrania i bydło, dlatego też tutejsi mieszkańcy powołali niewielki ochotniczy oddział samoobrony.
W nocy z 28 na 29.01.1944 r. grupa partyzantów sowieckich otoczyła wieś i ok. piątej rano przystąpiła do ataku, który trwał 1,5–2 godziny. Pochodniami podpalano słomiane dachy domów, do wybudzonych, uciekających mieszkańców strzelano na oślep. W wyniku ataku zginęło co najmniej 38 osób, kilkanaście zostało rannych. Część ofiar spłonęła w swych domach, część zginęła od strzału z broni palnej. Wśród ofiar byli mężczyźni, kobiety i małe dzieci. Spalono większość zabudowań, ocalało tylko kilka domów.
Atak na Koniuchy przeprowadziła 120–150-osobowa grupa partyzantów sowieckich pochodzących z różnych oddziałów stacjonujących w Puszczy Rudnickiej. Oddziały te były wielonarodowościowe. Należeli do nich m.in. partyzanci żydowscy, uciekinierzy z gett w Kownie i Wilnie.
W sprawie masakry w Koniuchach prowadzone jest śledztwo IPN. Dotychczas ustalono, że napadu dokonały radzieckie oddziały partyzanckie stacjonujące w Puszczy Rudnickiej: „Śmierć faszyzmowi” i „Margirio”, wchodzące w skład Brygady Wileńskiej Litewskiego Sztabu Ruchu Partyzanckiego, oraz „Śmierć okupantowi”, wchodzący w skład Brygady Kowieńskiej. Do oddziałów tych należeli Rosjanie i Litwini, większość oddziału „Śmierć okupantowi” tworzyli Żydzi i żołnierze Armii Czerwonej zbiegli z obozów jenieckich. Oddział żydowski liczył 50 ludzi, a oddziały rosyjsko-litewskie około 70 osób. Dowódcami byli Jakub Penner i Samuel Kaplinsky. Według jednego z napastników Chaima Lazara celem operacji była zagłada całej ludności łącznie z dziećmi jako przykład służący zastraszeniu reszty wiosek. Według ustaleń Kongresu Polonii Kanadyjskiej, będących podstawą wszczęcia śledztwa, liczba zabitych wynosi ok. 40.
Atak na Koniuchy i wymordowanie tutejszej ludności cywilnej był największą z szeregu podobnych akcji prowadzonych w 1943 i 1944 przez oddziały partyzantki radzieckiej w Puszczy Rudnickiej i Nalibockiej (np. masakra ludności w miasteczku Naliboki).
W maju 2004 w Koniuchach odsłonięto pomnik pamięci ofiar zawierający 34 ustalone nazwiska ofiar.
W powojennych opracowaniach, na podstawie m.in. relacji żydowskich uczestników ataku na wieś (np. Izaaka Chaima i Chaima Lazara) często podawano informacje o zamordowaniu wszystkich 300 mieszkańców, a także o walkach z oddziałem niemieckich żołnierzy (w innych źródłach – litewskiej policji). Jednak późniejsze opracowania nie potwierdziły obecności Niemców czy policjantów w wiosce, a także zakwestionowały tezę, że zginęli wszyscy mieszkańcy wsi (część z mieszkańców uciekła z masakry i przeżyła wojnę).